# André Brouillet
Pierre Aristide André Brouillet (Charroux, 1º settembre 1857 – Couhé, 6 dicembre 1914) è stato un pittore e illustratore francese specializzato in scene di genere, ritratti e pitture orientaliste.
Era figlio dello scultore Pierre Amédée Brouillet. Tra le sue opere si annoverano anche scene militari e decorazioni di tappeti.

## Galleria d'immagini

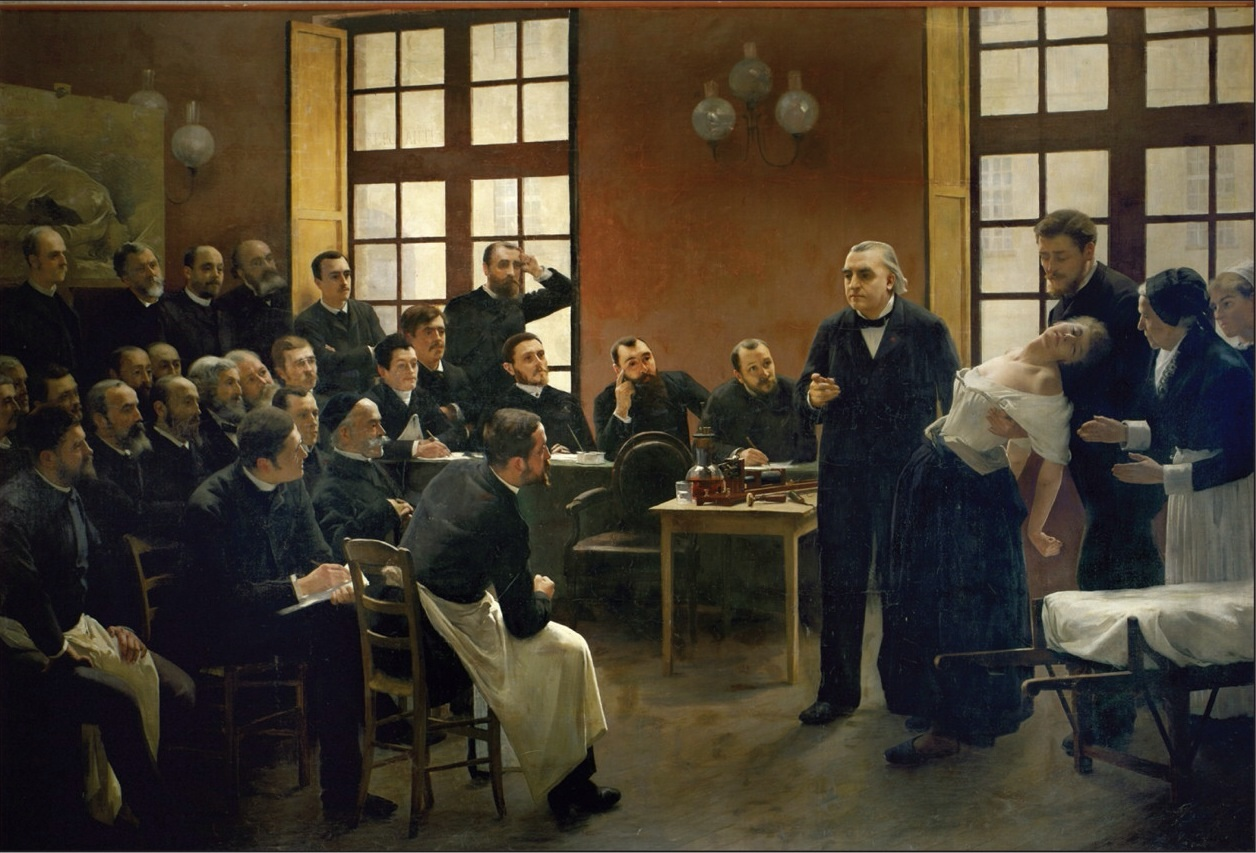
Una lezione clinica alla Salpêtrière (1887), Puteaux, Fonds national d'art contemporain
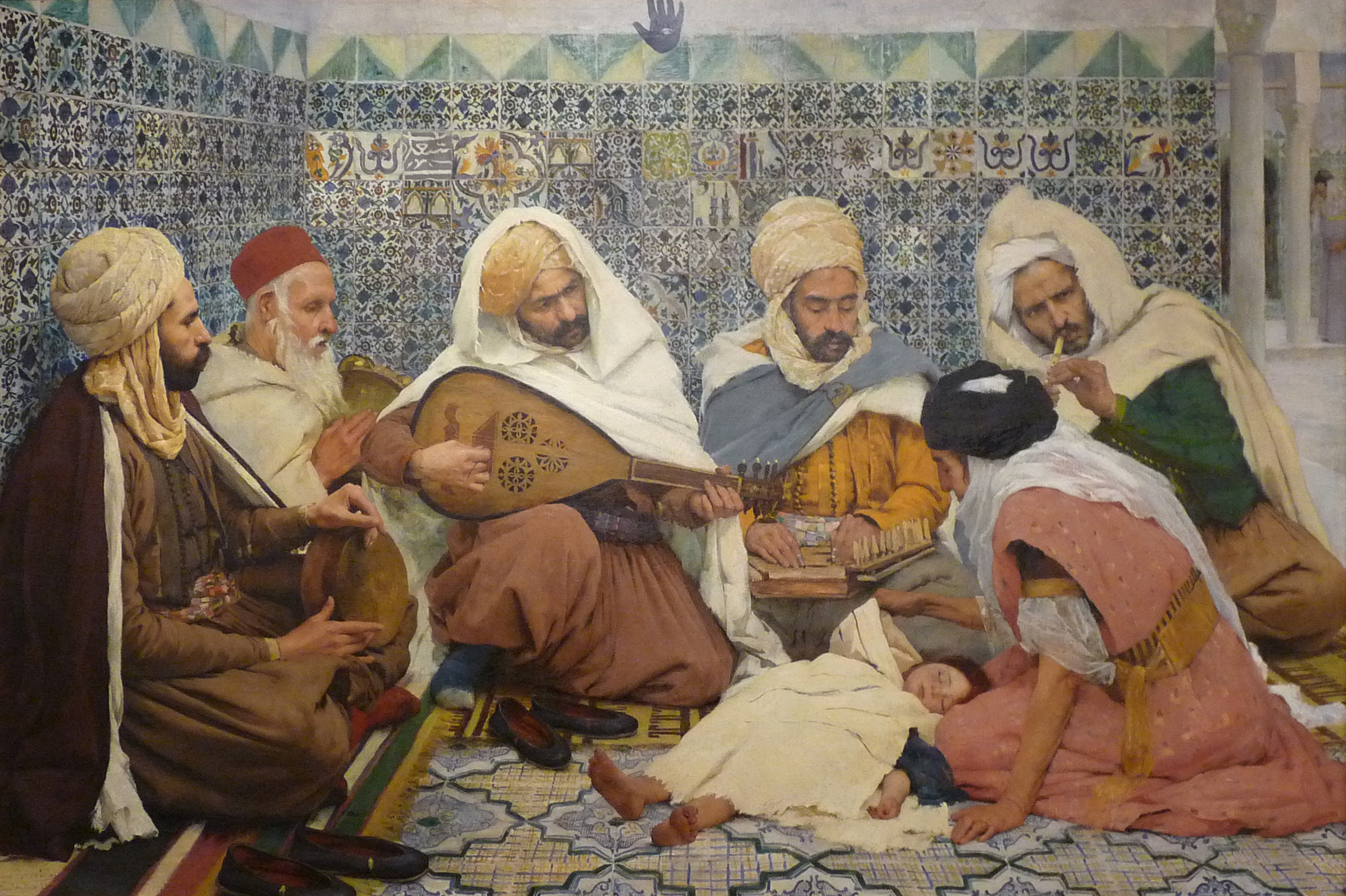
Musicisti arabi che esorcizzano un bambino (1884), Museo delle belle arti, Reims
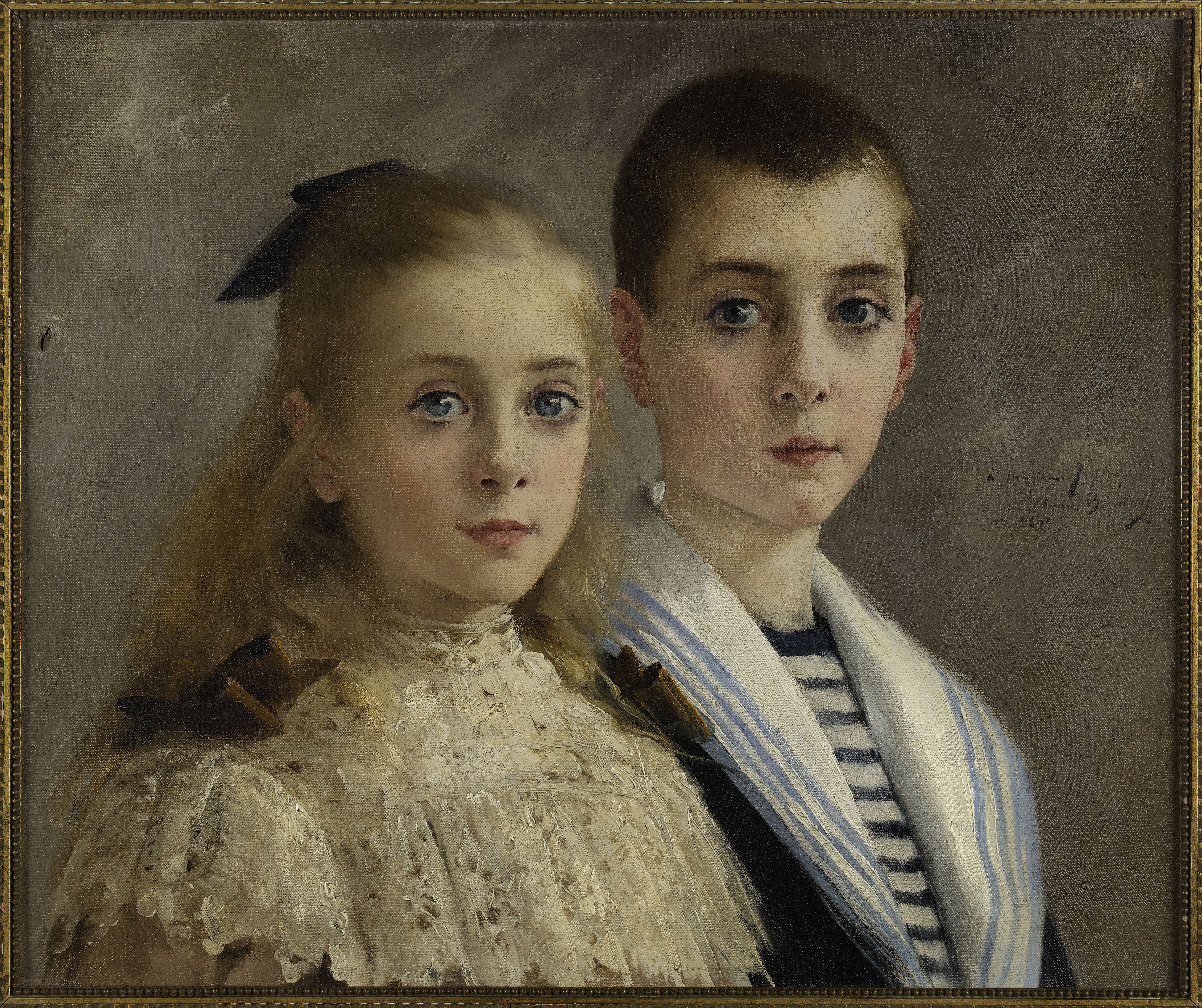
Jean e Jeanne, figli del professor Joffroy (1895), Petit Palais, Parigi
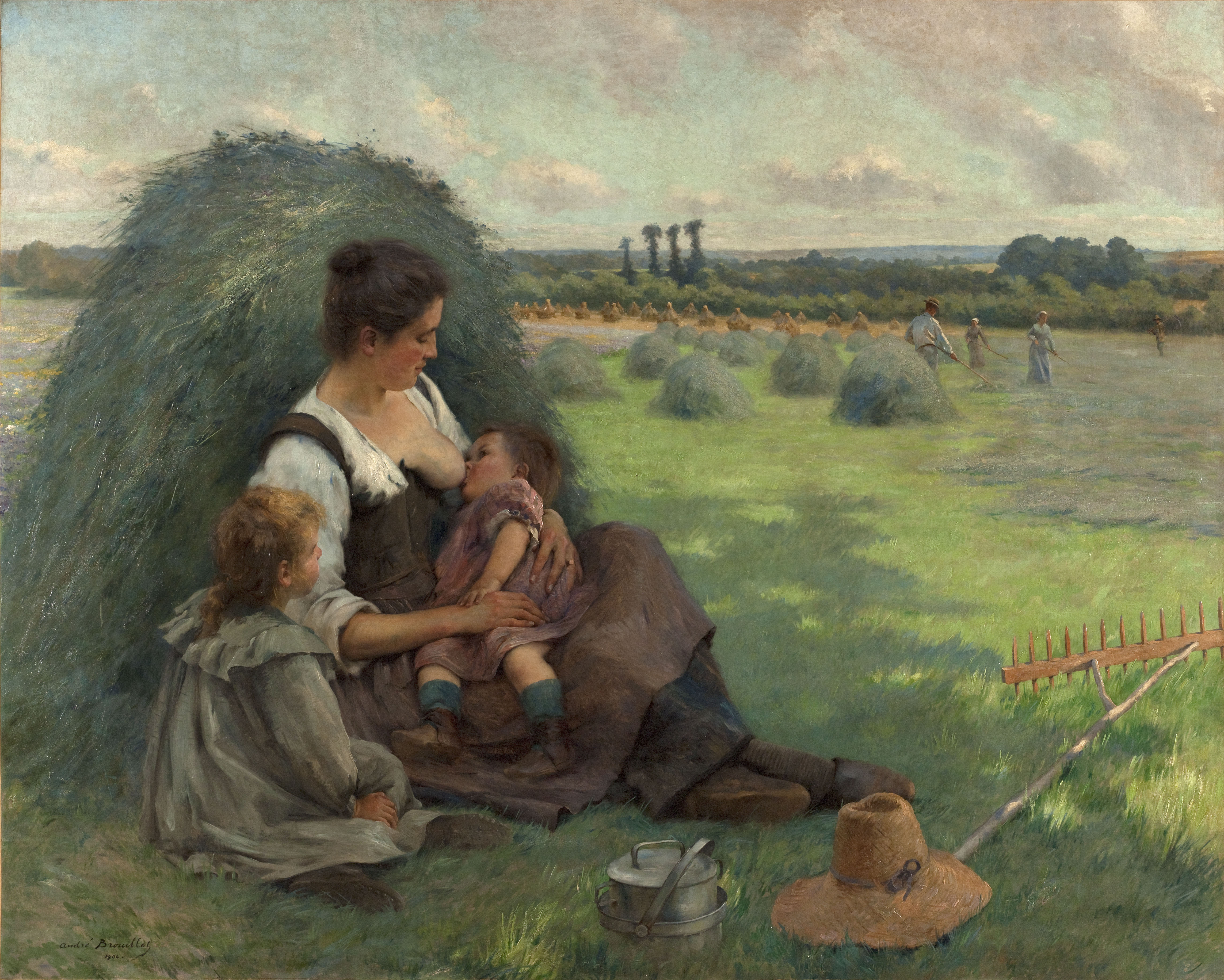
La vita semplice (1904), Petit Palais, Parigi
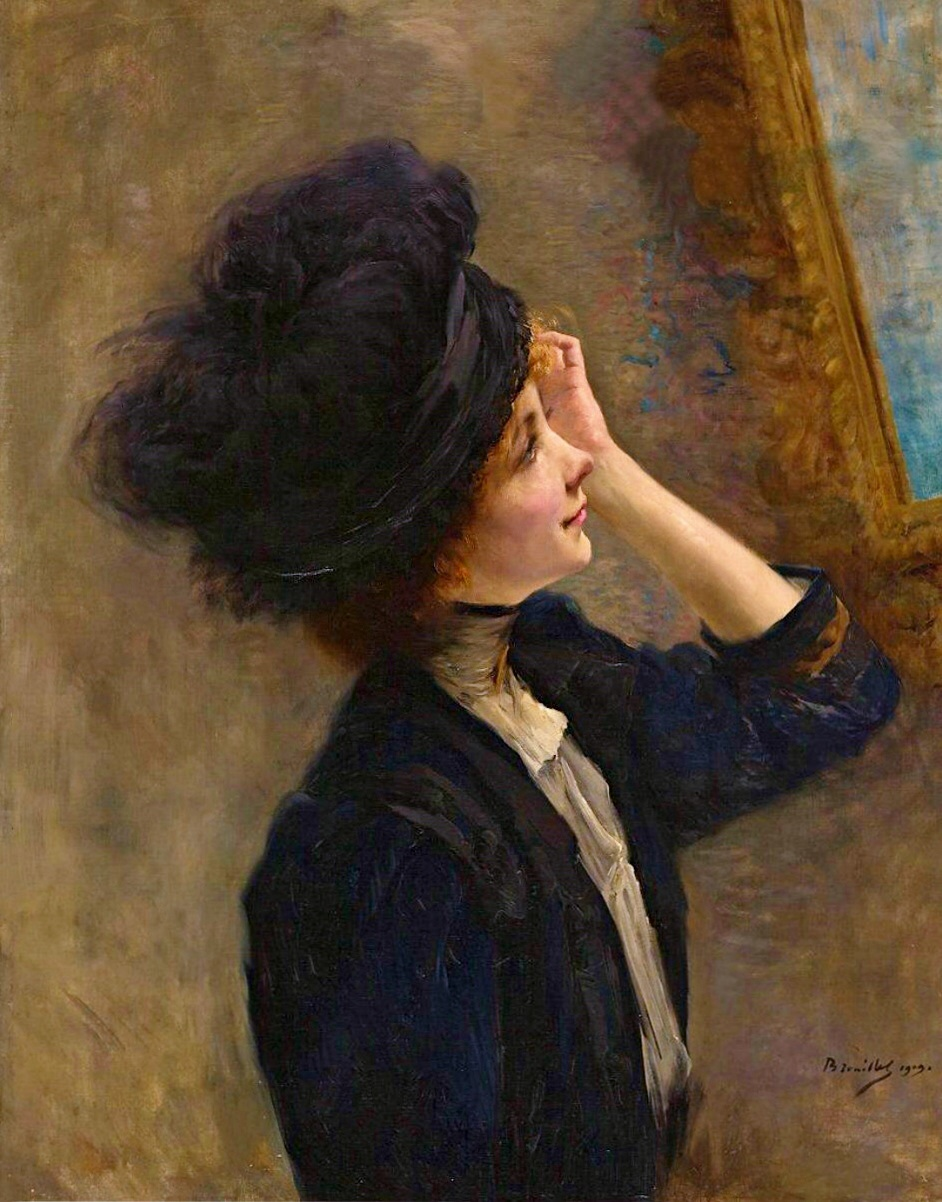
Joven (1909)